# Christine Mallo
Christine Mallo (* 26. Februar 1966 in Orléans) ist eine ehemalige französische Langstreckenläuferin, die sich auf die Marathondistanz spezialisiert hatte.

## Karriere
Mallo gewann 1995 die im Rahmen des Lille-Halbmarathons ausgetragenen französischen Meisterschaften. Bei den Halbmarathon-Weltmeisterschaften 1996 in Palma de Mallorca belegte sie den sechsten Platz und sicherte sich mit der französischen Mannschaft die Silbermedaille in der Nationenwertung. Im selben Jahr wurde sie Zehnte beim Paris-Marathon und Fünfte beim New-York-City-Marathon. 1997 nahm sie an den Leichtathletik-Weltmeisterschaften in Athen teil und beendete das dortige Marathonrennen auf dem 14. Platz.
Bei den Crosslauf-Weltmeisterschaften 1998 in Marrakesch belegte Mallo den 43. Platz im Langstreckenrennen. Im selben Jahr wurde sie im Marathonlauf den Leichtathletik-Europameisterschaften in Budapest Sechzehnte und gewann den Lissabon-Marathon. 1999 wurde sie beim Rotterdam-Marathon in persönlicher Bestleistung von 2:31:49 Stunden Vierte und im folgenden Jahr ebendort Fünfte. Bei den französischen Marathon-Meisterschaften in Reims erreichte sie hinter Chantal Dällenbach den zweiten Platz. Auch 2001 in Saint-Sylvain-d’Anjou musste sie sich bei den nationalen Titelkämpfen nur Dällenbach geschlagen geben. Beim Mont-Saint-Michel-Marathon wurde sie 2004 Dritte.